# Friedrich Pabst
Friedrich Pabst (* 7. September 1827 in Gelsenkirchen; † 22. Juni 1898 in Burgstall) war ein deutscher Gutsbesitzer, Politiker und Mitglied des Deutschen Reichstags.

## Leben
Nach dem Besuch des Gymnasiums und des landwirtschaftlichen Instituts Beberbeck und der landwirtschaftlichen Akademie Hohenheim absolvierte Pabst eine Ausbildung in der praktischen Landwirtschaft. Seit 1858 bewirtschaftete er in Bayern sein Gut Burgstall. Weiter war er Mitglied des Gemeinderats, des Distriktsrats und des Landrats. Pabst war Mitglied des Bezirks-, Kreis- und Generalkomitees des landwirtschaftlichen Vereins in Bayern und Mitglied des Deutschen Landwirtschaftsrats und des Ausschusses des Kongresses Deutscher Landwirte.
Von 1874 bis 1881 war er Mitglied des Deutschen Reichstags für den Wahlkreis Mittelfranken 6 (Rothenburg, Windsheim, Neustadt) und die Nationalliberale Partei.